# Campylopus incertus
Campylopus incertus är en bladmossart som beskrevs av Thériot 1939. Campylopus incertus ingår i släktet nervmossor, och familjen Dicranaceae. Inga underarter finns listade i Catalogue of Life.